# Tallskogstubmal
Tallskogstubmal (Agnoea elsae) är en fjärilsart som beskrevs av Ingvar Svensson 1982. Tallskogstubmal ingår i släktet Agnoea, och familjen Tubmalar, Lypusidae. Arten är reproducerande i Sverige.